# Gomo (músico)
Gomo é o nome artístico de Paulo José Gouveia de Figueiredo, músico português.
O projecto Gomo surgiu a 1 de Janeiro de 2001, quando Paulo Gouveia decidiu que a sua resolução de Ano Novo seria levar a música mais a sério e apostar em novas sonoridades, dissonantes das que explorou com a sua banda anterior, os Orange.

## Início
Depois de comprar um trio de órgãos e de preparar o seu próprio estúdio, Gomo começou a preparar a sua primeira maqueta, datada de Fevereiro de 2001, com os temas 'You Might Ask' e 'Proud To Be Bald'. O impacto criado junto dos críticos foi de tal forma positivo que, em pouco tempo, a música do Gomo já passava nas rádios portuguesas.
Segue-se o terceiro single, 'Be Careful With the Train', eleito para fazer parte da colectânea Optimus 2001, que despoletou o convite para actuar em Festivais de Verão como Vilar de Mouros, Sudoeste e Paredes de Coura e em vários espectáculos em Lisboa e no Porto.
Ainda em 2001, compõe 'It's All Worth It for the Summer', seguido por 'Santa's Depression' respondendo a um desafio de criar um tema de Natal, proposto pelo radialista Henrique Amaro.
Os dois anos seguintes permitiram a Gomo consolidar o seu material com algumas actuações ao vivo, desenvolvendo um conceito de espectáculo inovador em Portugal. Em colaboração com a Antidote, criou as Gomoland Parties, que consistem na decoração de um recinto através de projecções vídeo e de slides, criando uma atmosfera virtual e interactiva com a ajuda de VJ's convidados. Desta forma, um espectáculo de Gomo poderá muito bem prolongar-se pela noite dentro, com o próprio artista encarregue dos pratos.

## Best Of... Nosy
Já no primeiro semestre de 2003, Gomo dedicou-se a compor os temas que viriam a integrar o seu primeiro disco, que começou a gravar em Julho de 2003 nos MBestúdios, juntamente com Mário Barreiros. O resultado, "Best of Gomo", chegou no início de 2004, reunindo alguns dos êxitos já mencionados, além de temas como Feeling Alive ou I Wonder. O músico contou também com diversas participações neste disco, destacando-se a de Pedro Oliveira (Sétima Legião) e do próprio Mário Barreiros na bateria, baixo e guitarra.
O álbum acaba por dar ao músico a nomeação para o "Best Portuguese Act" nos Prémios da MTV desse ano e Feeling Alive é usado para diversas campanhas publicitárias de grande rodagem na televisão e na Rádio. Em Outubro de 2004, I Wonder, o quarto single de "Best of...", segue Feeling Alive como escolha para passar no canal norte-americano IMF, o que é pretexto para uma viagem a Los Angeles já em 2005, para actuar no El Rey Theatre. As actuações acabam por alargar-se ao Viper Room e o Mercury Lounge, em Nova Iorque. Entretanto, "Best of Gomo" é editado na Itália.
O ano seguinte começa logo com o músico português a deslocar-se de novo aos EUA para colaborar em campanhas publicitárias para a Nike e iPod Nano. No mesmo ano, é escolhido para ser o 'bode' na versão portuguesa do filme de animação "A Verdadeira História do Capuchinho Vermelho", incursão na sétima arte que repete em 2008, quando a DreamWorks o convida para compor a versão em português para o clássico 'Kung Fu Fighting', do genérico do filme "Panda Kung Fu". Paralelamente, compõe o tema 'Spinning Round' para um anúncio sobre energias renováveis da EDP e começa a preparação do segundo álbum, com a colaboração de Nuno Rafael na produção.
"Nosy", o sucessor de "Best of Gomo", chega às lojas em Maio de 2009, apresentado pelo single 'Final Stroke'. O novo disco apresenta não só uma nova estética musical como gráfica, numa edição que o músico considera «mais madura».

## Discografia
- Best of Gomo - 2004
- Nosy - 2009